# Adam Harasiewicz
Adam Harasiewicz (Chodzież, Polonia, 1 de julio de 1932) es un pianista clásico y profesor de piano polaco.

## Biografía
Comenzó sus estudios de piano a los 10 años en la Escuela Estatal de Música de Rzeszów, ganando a los 15 años el Concurso de Jóvenes Talentos de dicha ciudad (1947). Entre los años 1950-1956 fue estudiante de la Academia de Música de Cracovia, completando con honores sus estudios musicales bajo la tutela del profesor Zbigniew Drzewiecki.
En 1955 comienza el éxito de su carrera internacional al ganar el primer premio en el Concurso Internacional de Piano Fryderyk Chopin, hecho significativo, teniendo en cuenta los nombres de los otros pianistas que participaron, entre ellos Ashkenazy y Fou Ts'ong. Dos años después obtuvo la Medalla de la Fundación Harriet Cohen de Londres.
Desde el inicio de su carrera se lo relacionó con Chopin, comparándolo con otros grandes intérpretes como Argerich, Cortot, Rubinstein y Zimerman, Mientras que ha interpertado las obras de muchos otros compositores, sobre todo Brahms y Szymanowski, ha desarrollado la reputación como un especialista en Chopin, situación que puede haber limitado su carrera, pero que fue artífice en el cultivo de su música, siendo esto una muestra de sus grandes atributos interpretativos.
En 1960 dio el concierto inaugural en la ONU para conmemorar el año Chopin por el 150° aniversario del nacimiento del compositor.
De 1958 a 1974 grabó la integral de las obras de Chopin para el sello Philips.
Harasiewicz ha sido miembro del jurado en varios concursos internacionales entre ellos Bolzano (1984), Zaragoza (1987), de Terni (1989) y el más importante, en el Concurso Internacional de Piano Fryderyk Chopin, ininterrumpidamente desde 1995 hasta 2015.
Aunque Harasiewicz permaneció activo después de 1970, su carrera discográfica fue en gran parte anterior a esta fecha, desapareciendo su nombre de la cartelera. Sin embargo, su reputación se reavivó con la reedición de muchas de sus grabaciones. Entre los más populares y exitosos están los nocturnos y preludios en la colección Duo de Philips.

## Premios y reconocimientos
- 1947 Concurso de Jóvenes Talentos, Rzeszow Primer lugar
- 1955 Concurso Internacional Frédéric Chopin Primer lugar
- 1957 Medalla de la Fundación Harriet Cohen de Londres para pianistas en activo
- 1960 Medalla de oro por la Fundación Ignacy Jan Paderewski, Nueva York